# Othmar Reiser
Othmar C. H. Reiser (1861 – 1936) è stato un ornitologo austriaco, curatore del Zemaljski Muzej di Sarajevo.
Nella stessa struttura è possibile ammirare una sua collezione di uccelli dei Balcani che annovera circa 10.000 reperti.
Nel 1903 Reiser partecipò ad una spedizione dell'Accademia delle Scienze Austriaca nel nord-est del Brasile.

## Opere
- Bericht über die Besichtigungen des Spix-Aras bei Paranaguá in Piauí während der Expedition der K.u.K Akademie der Wissenschaften im Jahre 1903
- Die VogelSammlung des bosnischhercegowin Landesmuseums in Sarajevo, Budapest (1891)
- Bericht über die botanische Ergebnisse meiner naturwissenschaftlichen Sammelreisen in Serbien in den Jahren 1899 u. 1900 (1905)
- Materialen zu einer Ornis Balcanica Annalen des Naturhistorischen Museums in Wien (1939)